# Grottes de Kuda
Les grottes de Kuda sont une trentaines de grottes sacrées et de citernes, situées dans le petit village de Kuda, sur la côte est de la rive nord de Murud-Janjira, dans le sud de Konkan, en Inde. Seulement une quinzaine d'entre-elles offrent réellement un intérêt. Ces grottes bouddhistes, dans la tradition Hinayana, sont petites, simples et ont été creusées au premier siècle avant notre ère .
Les plus anciennes grottes bouddhistes taillées dans la roche l'ont été à proximité des villes portuaires ou sur d’anciennes routes commerciales. Les grottes de Kuda ne font pas exception à cette règle, ici, près de l'ancien port de Mandagora mentionné dans le Periplus Maris Erythraei, et par Ptolémée, ancien géographe gréco-romain.

## Description du site
Le site est composé de 26 grottes et de 11 citernes creusées dans la roche. Les grottes, situées à une cinquantaine de mètres au-dessus du niveau de la mer sont taillées dans le flanc d'une colline d'environ 75 m de haut. Les grottes forment deux groupes compacts, s'étalant sur près de 200 m. Les chercheurs ont numéroté les grottes – de la grotte I à la grotte XXVI. Les grottes I à XV sont situées un peu plus bas, et celles numérotées de XVI à XXVI sont situées environ 12 m plus haut.

## Décors
Cinq grottes sont des chaityas (temples) comportant des dagobas (sanctuaires) à l’intérieur. D'autres grottes sont des habitations. Celles-ci se composent pour la plupart d'une verandah avec une porte et une fenêtre dans le mur arrière. Derrière le mur du fond se trouve une cellule ou une chambre avec des cellules avec des bancs taillés dans la roche où dormaient les moines. Les cadres de porte contiennent une rainure – autrefois ici étaient placées des portes en bois.
La verandah de Chaitya présente plusieurs reliefs du Bouddha, sculptés de symboles de lotus, de roue et de Nagas, tous sculptés au Ier siècle avant notre ère.
Plus tard, aux Ve et VIe siècles apr. J.-C., la branche bouddhiste du Mahayana a repris les grottes et les a décoré avec ses propres représentations. De nombreuses grottes portent des écritures anciennes sur leurs murs. La sixième grotte  possède un intérieur particulièrement riche, avec de nombreux reliefs, et son entrée est décorée d'éléphants.
Comme cela est courant dans l’architecture ancienne taillée dans la roche, la conception des grottes s’efforce d’imiter l’architecture en bois.
Malheureusement, au fil du temps, à cause de l’impact des tempêtes et de la pluie, la plupart des dessins, ornements et sculptures ont tendance à disparaitre ; pour autant, il reste encore de nombreux endroits à l'intérieur des grottes qui racontent l'histoire de leur formation, de l'existence des moines qui les ont habitées.

## Inscriptions
Les murs des grottes étaient recouverts de terre et de paille de riz. Plusieurs grottes contiennent des traces de peintures.
De nombreuses grottes contiennent des inscriptions, la grotte VI contient même six inscriptions. Cinq de ces inscriptions (dans la grotte VI) appartiennent aux Ve et VIe siècles apr. J.-C. Toutes les autres inscriptions ont une écriture caractéristique du Ier siècle av. J.-C. Presque toutes les inscriptions mentionnent les noms des donateurs du monastère et le don offert – grotte, citerne.
Les trente inscriptions décrivent des dons de laïcs bouddhistes et de moines bouddhistes. Parmi les autres donateurs figurent un ferronnier, un banquier, un jardinier, un écrivain, un médecin, un vendeur de fleurs et un ministre.

## Description des grottes[2],[6]
- La grotte I , aujourd'hui utilisée comme étable, se compose d'une véranda avec deux piliers octogonaux et deux pilastres. Les pilastres sont décorés avec un croissant - ou une paire de cornes - pointant vers le haut et vers le bas, séparés par un bloc de pierre. Les murs de l'antichambre contiennent des traces de plâtre. La cellule au-dessus de la porte contient une inscription indiquant que la grotte a été offerte par un Sivabhuti. « Cette grotte est le don méritoire de Sivabhuti, le fils de Sulasadata et d'Utaradata et écrivain du Mahabhoja Mandava Khandapalita, fils de Mahabhoja Sadagiri Vijaya' avec sa femme Nanda'.gotra se trouvent près de Kuda. »
- La grotte II possède un petit parvis. Les murs contiennent également des traces de plâtre.
- La grotte III contient des traces d'inscriptions mentionnant la personne qui a fait don de cette grotte. « La grotte de................bhuti, peut-être Sivabhuti. »
- La grotte IV contient une cour avant avec des bancs et des marches menant à la véranda. La véranda a deux piliers et deux pilastres ornés, la grotte est grande.
- La grotte V est également grande et contient des traces de plâtre. Une citerne est placée à l'entrée. La véranda a un pilier. La grotte contient trois inscriptions. On mentionne la personne qui a fait don de la citerne et on termine par une svastika. La deuxième inscription comporte cinq lignes et est presque illisible – elle fait allusion à certains donateur :  un ascète et disciple de l'aînée vénérée Thera Sivadata, et l'autre donateur était Satimita, une disciple. La troisième inscription se trouve à l'intérieur de la véranda et se compose de six lignes et mentionne que la grotte a été offerte par l'ascète Padumanika.« Vers le parfait ! Une grotte et une citerne, don charitable du ascète féminine Padumanika', fille de Na'ganika' l'ascète la fille de la sœur de Thera Bhadanta Pa'timita et Bhadanta. Une « gimita », et de ses disciples féminines (Padumanika) Bodhi et Asa'lhamita'. »
- La grotte VI est chaitya et la grotte la plus intéressante de toutes. Son parvis est décoré de la sculpture de la partie avant d'un éléphant debout – au départ il y en avait deux mais l'un a disparu. Devant la grotte se trouve une petite sculpture de Bouddha, assis sur un trône, soutenu par naga. Deux vidyadharas tiennent une couronne sur la tête de Bouddha. Au-dessus de ce groupe sculptural se trouve une arche soutenue par des sculptures d'alligators et au-dessus de laquelle se trouvent deux personnages volants. L'intérieur de la grotte est également orné de sculptures de Bouddha, Avalokitesvara, femmes, lion avec nains, éléphant, taureau, tigre. La salle principale contient des sculptures ajoutées ici aux Ve et VIe siècles, les sculptures portent des traces de peinture. Tout l’intérieur de la grotte – colonnes, plafond, murs – contient des traces de plâtre et de peinture. À l’intérieur de la grotte se trouvent plusieurs inscriptions laissées par des donateurs. L'extrémité gauche de la véranda contient une longue inscription avec une belle calligraphie, en sept lignes. Cette inscription est également laissée par le donateur.
- La grotte VII possède un parvis simple avec deux citernes à l'entrée. La véranda a deux colonnes et deux pilastres. Les murs ont des restes de plâtre. Le mur d'extrémité gauche contient une inscription en quatre lignes indiquant que la grotte a été offerte par le physicien Somadeva. « Le don méritoire d'une grotte par le médecin Somadeva, le fils du médecin et adorateur de Ma'makavejiya Isirakhits, et ses fils (de Somadeva) Na'ga, Isirakhita et Sivaghosa, et ses filles Isipalita, Pusa, Dhamma et Sapa. »Une citerne contient également une inscription laissée par le donateur. « « Le don méritoire de Mandava Kumara, le chef des Mandavas. » »
- La grotte VIII est une chambre oblongue avec des bancs pour les moines.
- La grotte IX est chaitya. Il a une véranda avec deux colonnes et un pilastre, il contient une chambre avec dagoba. Les murs contiennent des traces de plâtre. Inscription laissée par le donateur. « Le don méritoire d'un Cetiyaghara (sk. Caityagrha, ou maison pour un sanctuaire-relique) par Bhyila », une brahmanie, épouse du Brahmana Upasaka Ayitilu. »
- La grotte X a un petit parvis, partie avant endommagée. Hall oblong à l'intérieur avec une cellule à droite. Inscription laissée par le donateur – un jardinier.« Le don méritoire d'une habitation-grotte par Sivapirita, jardinier, fils du jardinier Vadhuka. »
- La grotte XI a une véranda ouverte, sa partie avant est endommagée. Sur le mur d'extrémité droit de la véranda, une inscription a été laissée par le donateur, la fille d'un chef ou Mahabhoja de la famille ou de la ville de Mandava.
- La grotte XII est en mauvais état, avec une véranda presque en ruine. Elle contient une inscription indiquant qu'il s'agit de la grotte d'habitation de Goyamma, fille du ministre. L'inscription commence par une gravure représentant un lion. « La demeure-grotte de Goyamma, la fille de Hala, le ministre royal. »
- La grotte XIII a une véranda ouverte, c'est une habitation. On y trouve l'inscription laissée par le donateur. « Le don méritoire d'une habitation-grotte par Vijayanika, fille de Mahabhoja Sadakara Sudamsans. »
- La grotte XIV est similaire à la grotte précédente. Inscription du donateur. « Le don méritoire d'une habitation-grotte par Mahika de Karahakada [ Karahakada est le Karhad moderne à Satara, un lieu taluka et un lieu hindou de pèlerinage, avec soixante-trois grottes bouddhistes dans son quartier.], forgeron (lohakara). ». Devant, une citerne troglodyte avec inscription : « « Du marchand Vasula...............une citerne de bain [nota : Une citerne de bain est généralement une grande citerne, où les moines pouvaient se baigner. elle est généralement ouverte au-dessus, avec des marches menant au bord de l'eau.] »
- La grotte XV est un chaitya. Elle est située un peu plus loin – à environ 50 m de la grotte précédente. La véranda a quatre colonnes. Contient un sanctuaire avec dagoba. Traces de plâtre sur les murs et la toiture, traces de peintures sur les colonnes. Inscription bien conservée en une longue ligne, réalisée par le donateur. « Le don méritoire d'une maison-sanctuaire relique ou Cetiyaghara et d'une cellule par Ramadata l'Adhagachaka, le fils d'Ahila, lorsque Velidata, fils de Koci était Mahabhoja Mandava ; et par son épouse Vilidata le don méritoire d'une cellule. »
- Avec cette grotte se termine le premier groupe des grottes de Kuda et la grotte suivante appartient au second groupe.
- La grotte XVI a deux citernes devant. La partie avant de la grotte comporte un banc le long de la façade. La grotte elle-même est une chambre oblongue et une cellule sur la paroi arrière. La grotte contient une inscription laissée par la donatrice – une religieuse. « Au parfait : le don méritoire d'une grotte d'habitation par la nonne Sapila, la disciple du moine vénéré Vijaya, avec Lihita et Venhuya et sa disciple (de Sapila) Bodhi. » Une autre inscription est laissée sur la citerne – cette citerne a été offerte par un jardinier.« Le don méritoire d'une citerne du jardinier Muguda » (sa). »
- La grotte XVII est similaire à la précédente, contient des traces de plâtre. Inscription par donateur – commerçant et femme de ménage.« Le don méritoire d'une grotte d'habitation par Naga le commerçant et chef de famille qui.............fils de Swami........... »
- La grotte XVIII contient des traces de plâtre sur les murs et une inscription laissée par le donateur – un marchand.« Le don méritoire d'une grotte d'habitation par Vasulanaka le marchand. »
- La grotte XX est un peu plus difficile d'accès. La partie avant est presque perdue.
- La grotte XXI a été prévue pour abriter un chaitya mais n'a pas été terminée. Il y a un parvis simple et deux piliers grossièrement taillés menant à la véranda. La chambre est inachevée, il y a un bloc rocheux massif, destiné à être dagoba. La citerne devant porte l'inscription laissée par le donateur – un marchand. « Le don méritoire d'une citerne du marchand Vasulanaka. »
- La grotte XXII possède une cour avec un banc devant. La grotte se compose d'une chambre, également avec un banc. Citerne devant la grotte.
- La grotte XXIII contient une inscription laissée par le donateur : « Le don méritoire d'une grotte par Sivadata, la mère de Pusanaka et le deuxième. (épouse ou fille) de Vehamita, le commerçant. »
- La grotte XXIV contient une inscription laissée par un commerçant – donateur. La partie avant de la véranda est cassée.
- La grotte XXV a également perdu sa partie avant. Une partie de la véranda et une chambre derrière elle.
- La grotte XXVI a une paroi commune avec la grotte XXV, elle est en partie brisée. Petite chambre derrière la véranda.

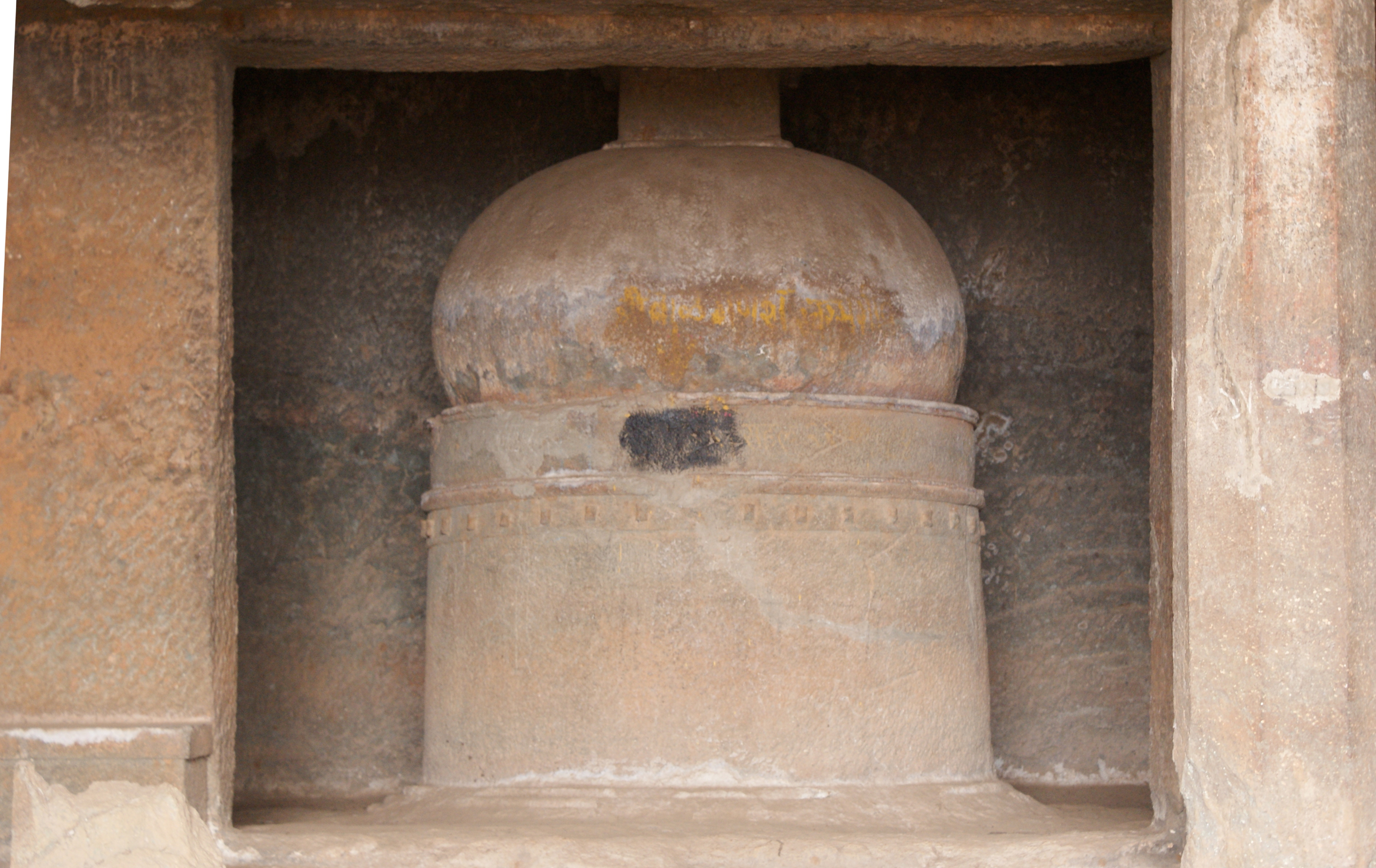
Dagoba (sanctuaire)
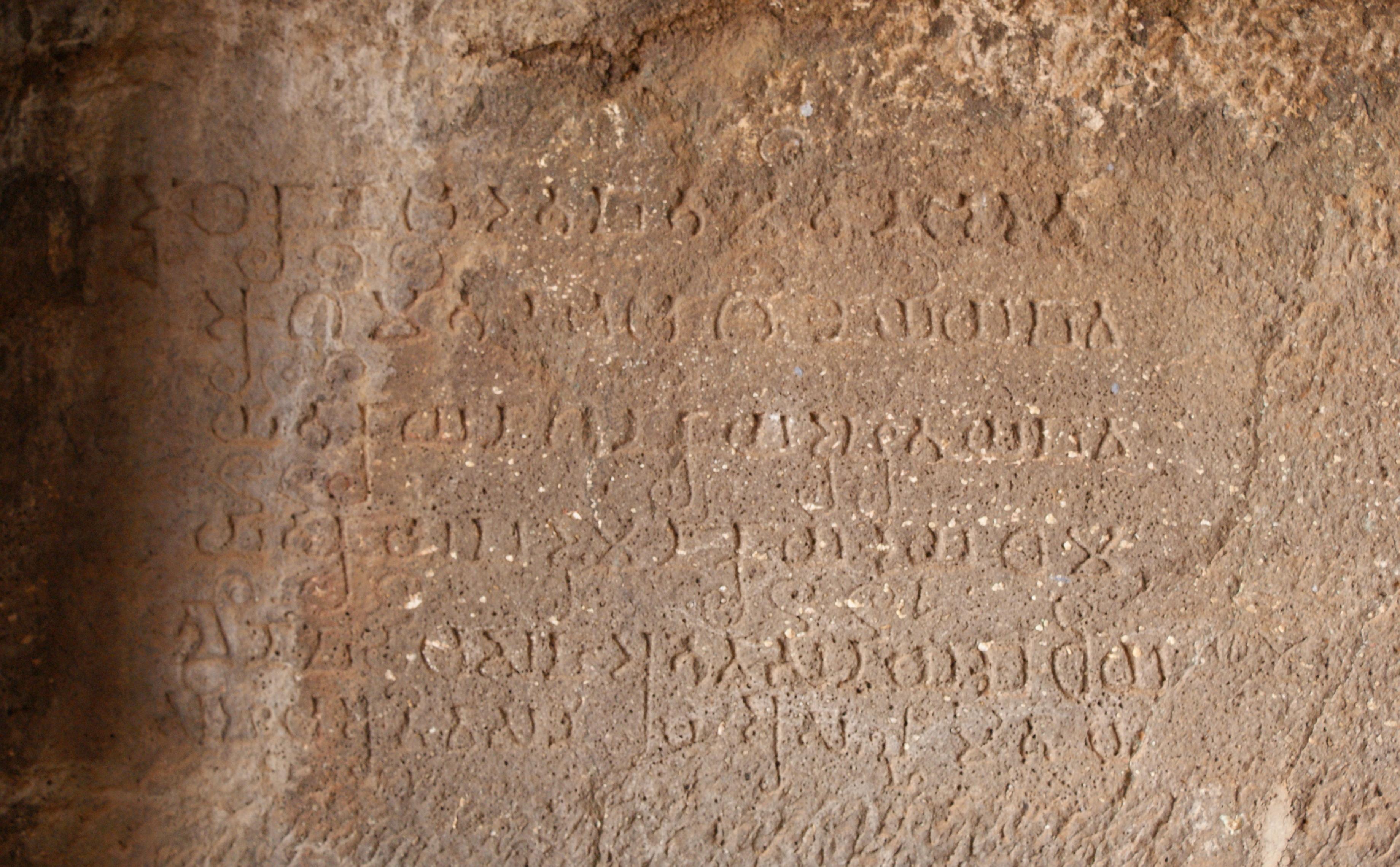
Une inscription
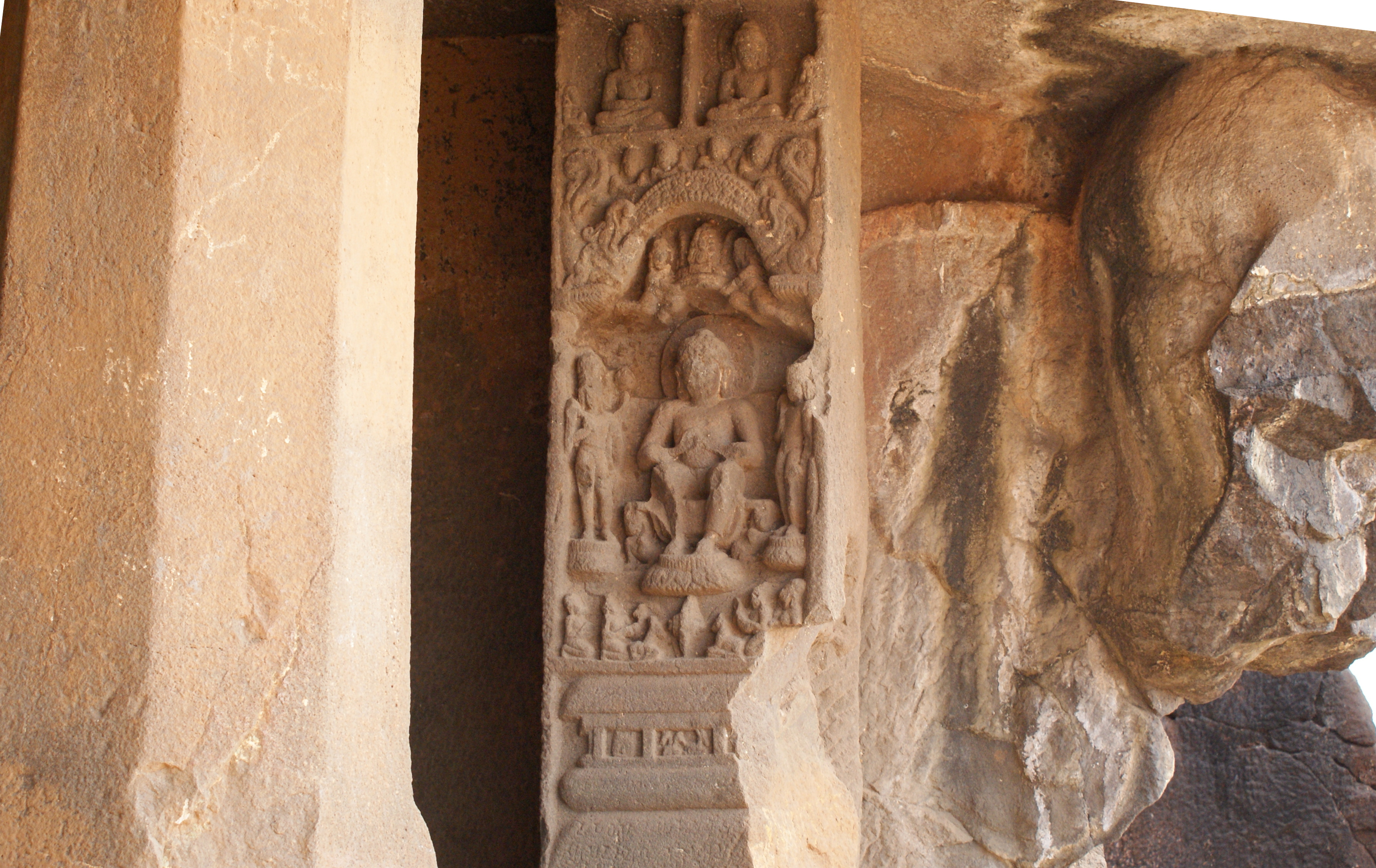
Bas-relief
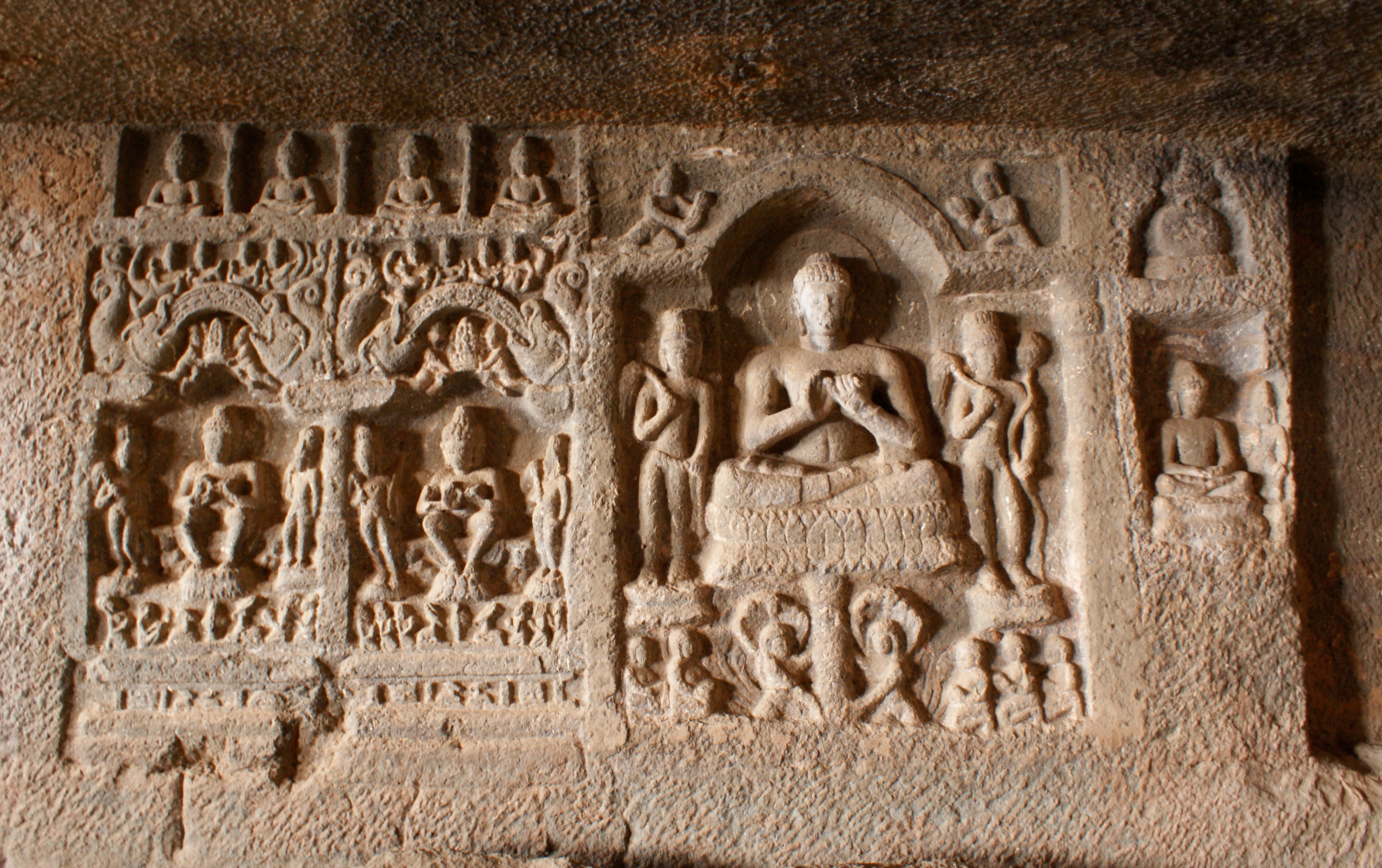
Bas-relief et haut-relief
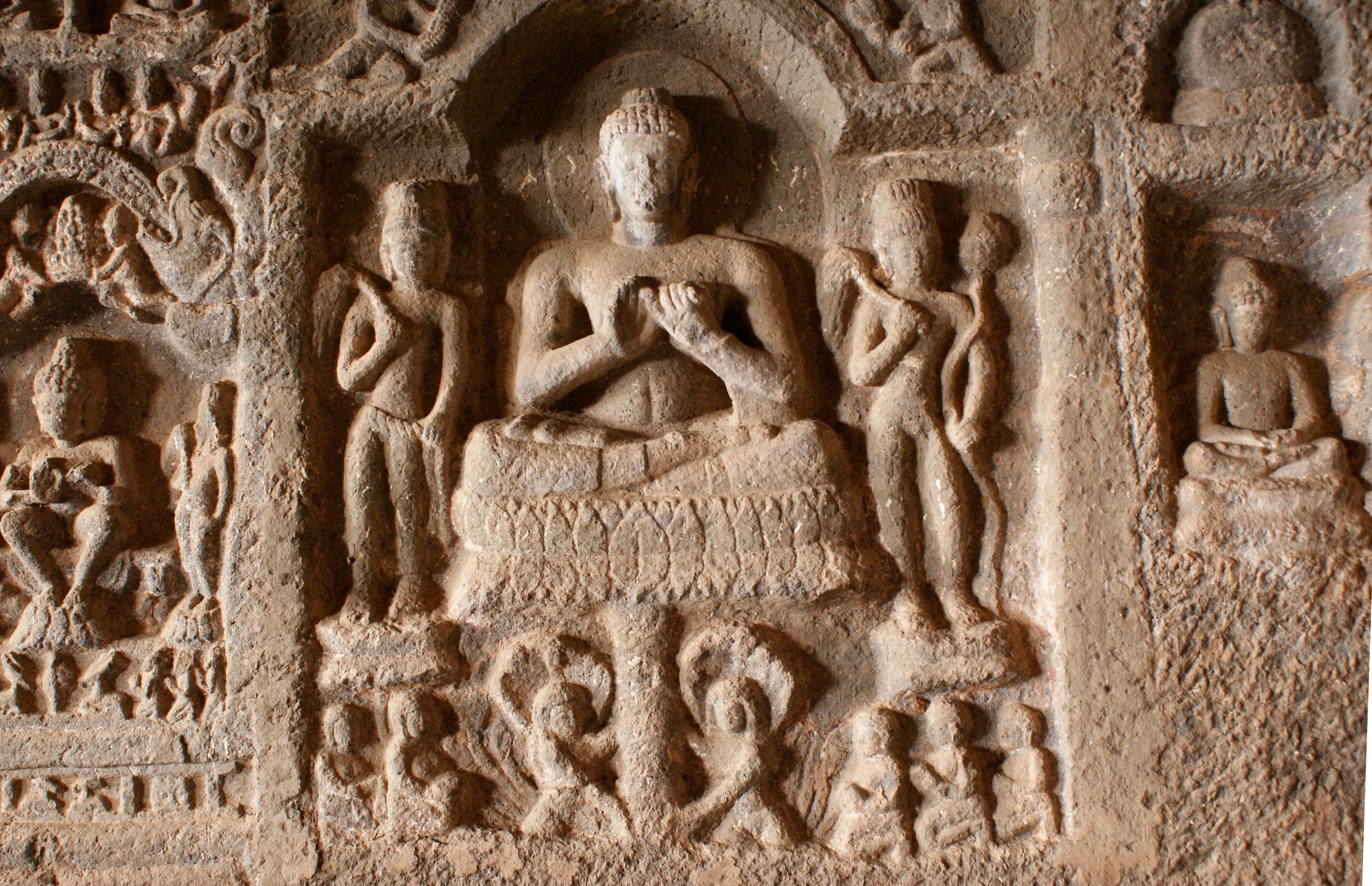
détail du haut-relief
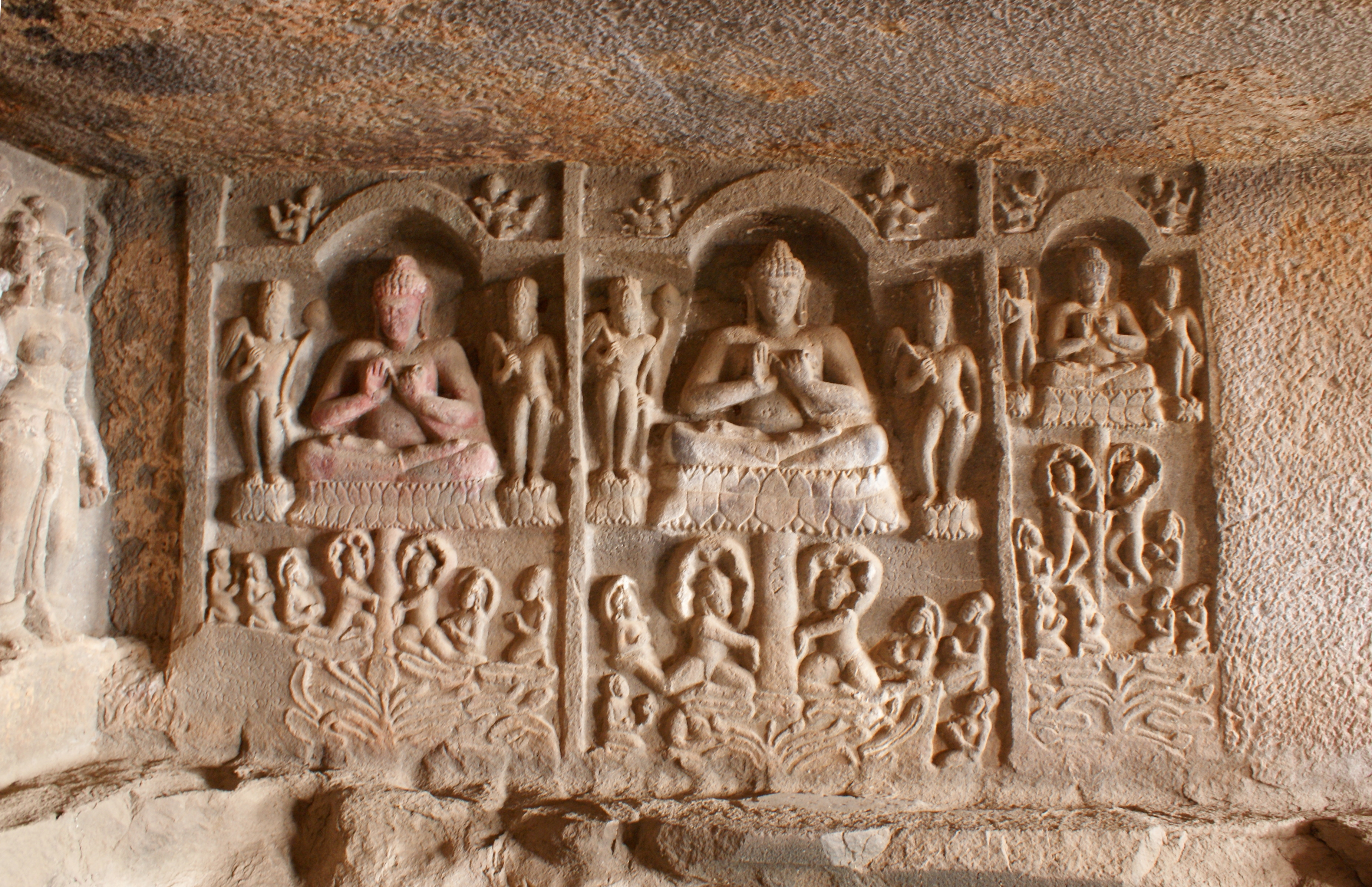
Bas-relief
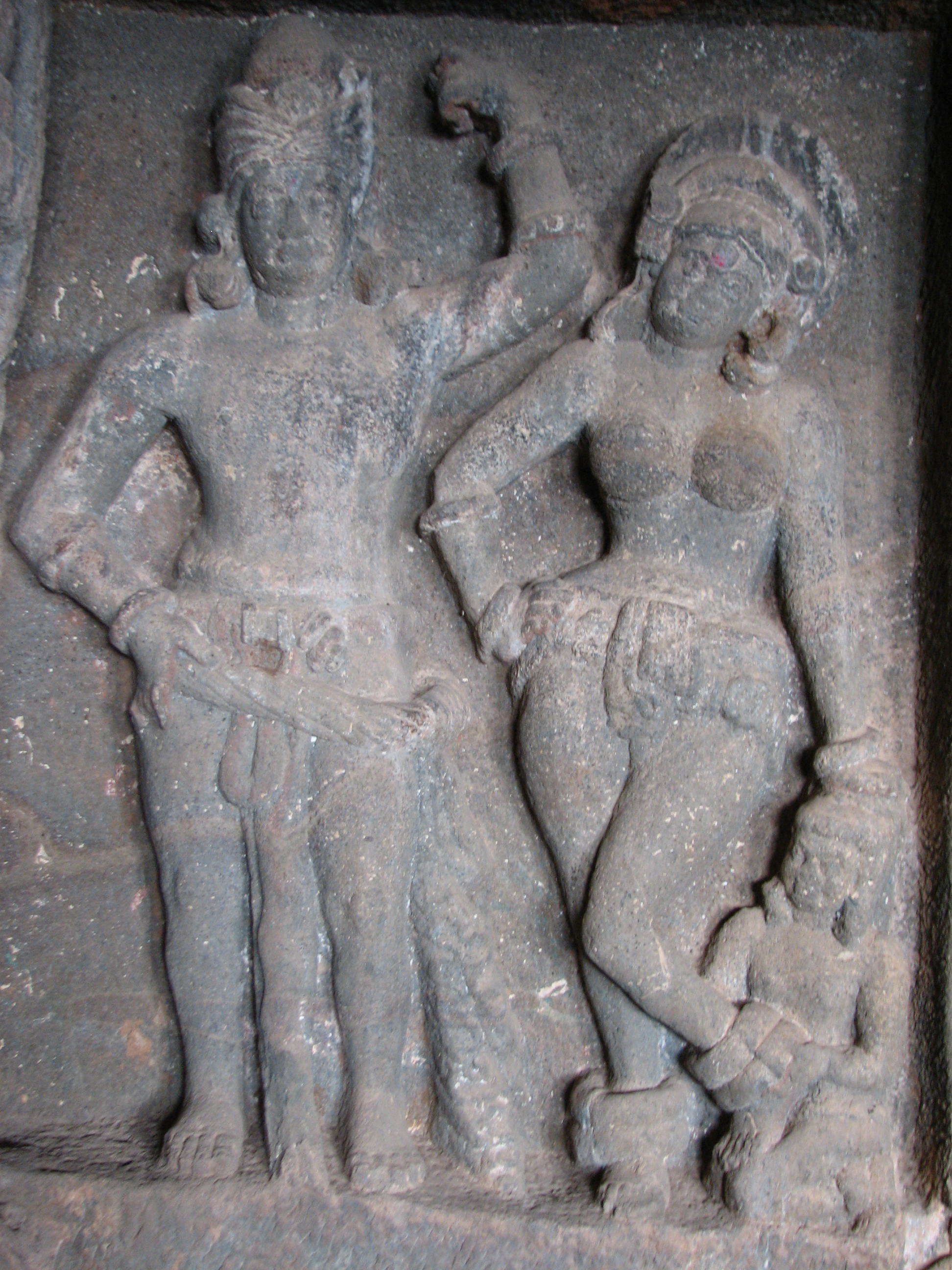
Bas-relief
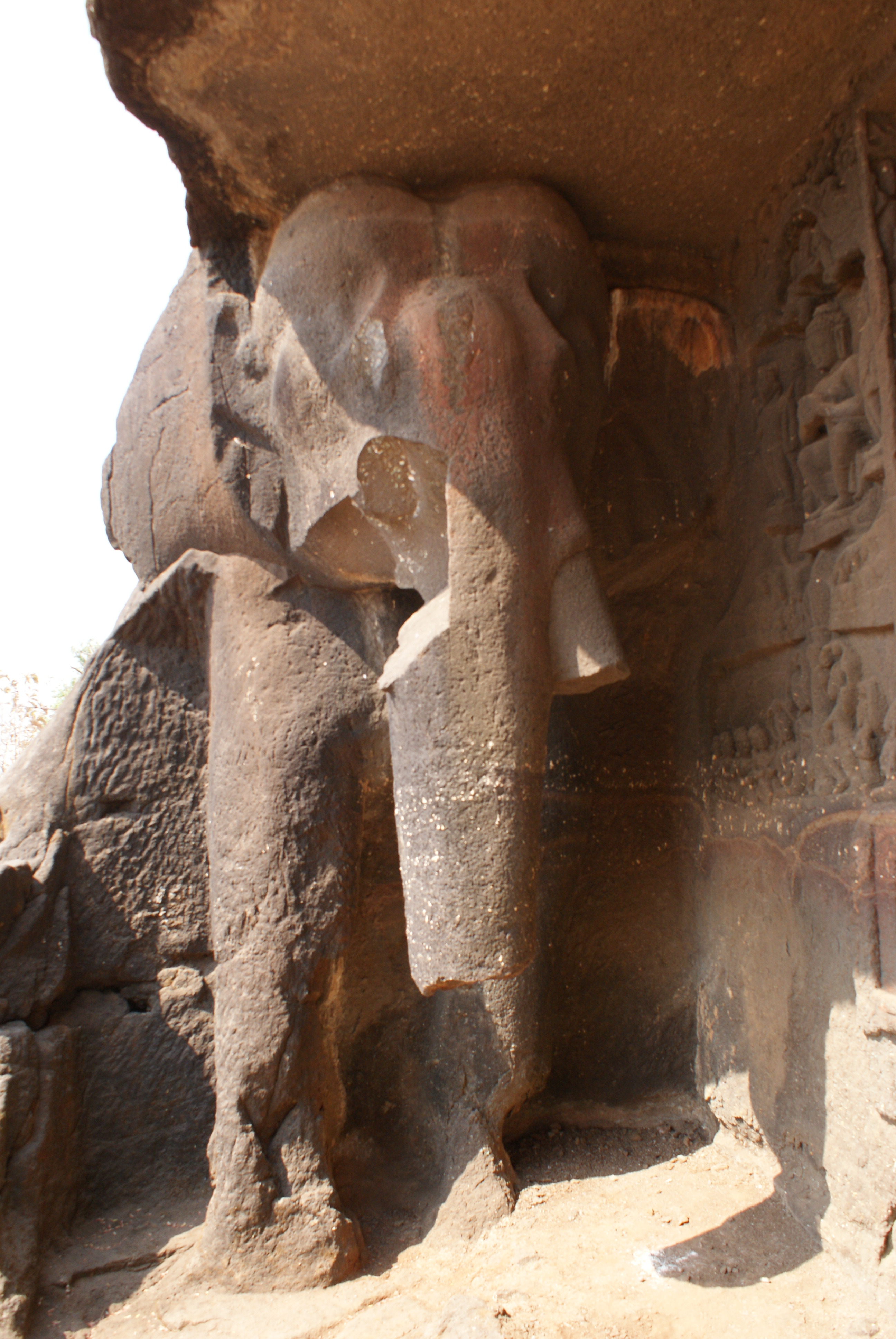
Statue de l'éléphant gardien de l'entrée de la grotte VI
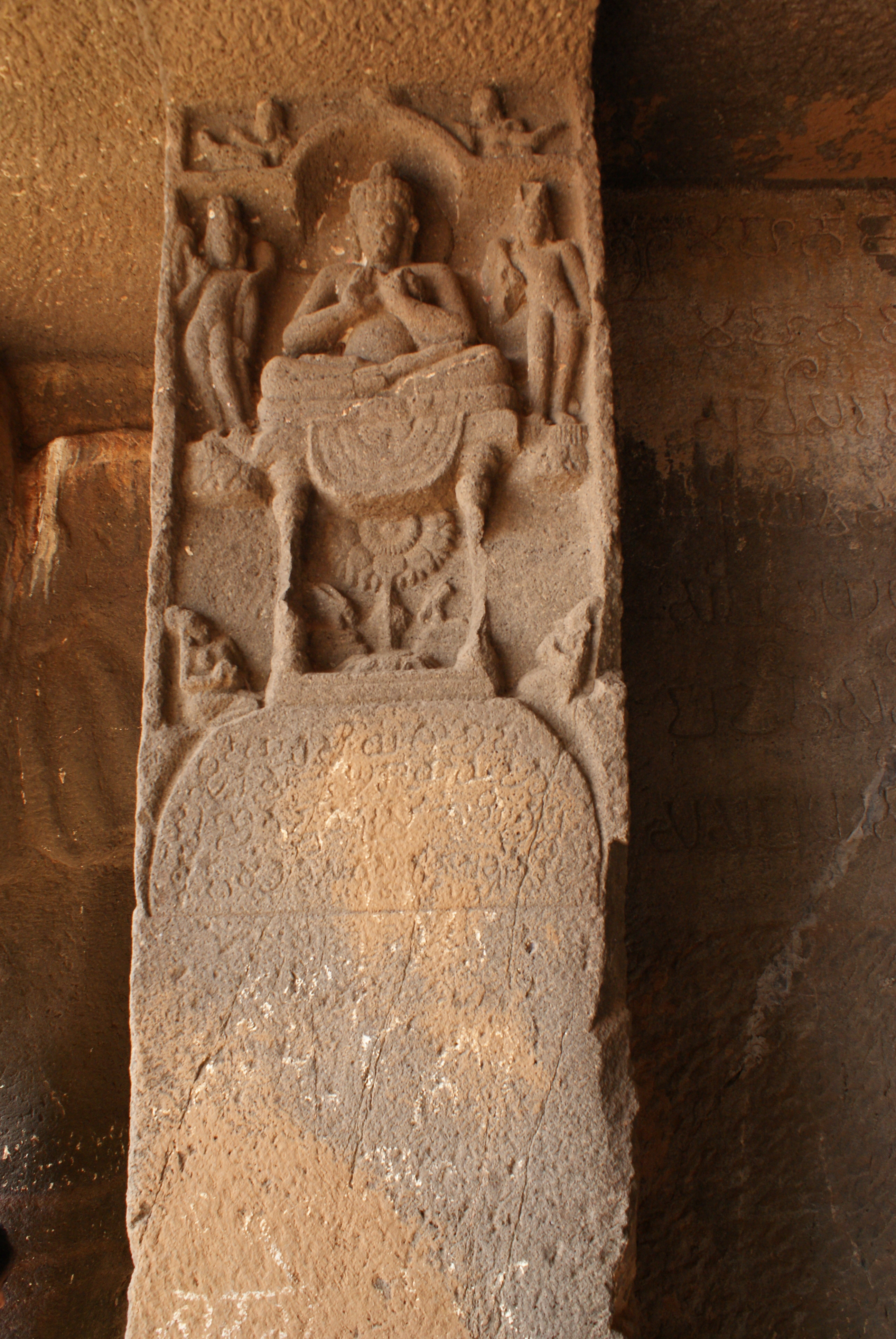
Bas-relief au-dessus d'une inscription